# Luigi Valentino Brugnatelli
Luigi Valentino Brugnatelli, född 14 februari 1761 i Pavia, Italien, död 24 oktober 1818 i Pavia, var en italiensk kemist och uppfinnare. Han var professor vid universitetet i Pavia och upptäckte knallsilver och korksyra samt gav ut flera vetenskapliga tidskrifter.

## Biografi
Brugnatelli studerade på apoteksskolan skapad av greve Karl Joseph von Firmian vid universitetet i Pavia där han var elev till Giovanni Antonio Scopoli som uppmanade honom att utöva läkaryrket, vilket han gjorde utan att försumma sina intressen i kemi. Han utexaminerades i medicin 1784 med en avhandling om kemisk analys av magsaft. Han var också elev till Lazzaro Spallanzani.

## Akademisk karriär

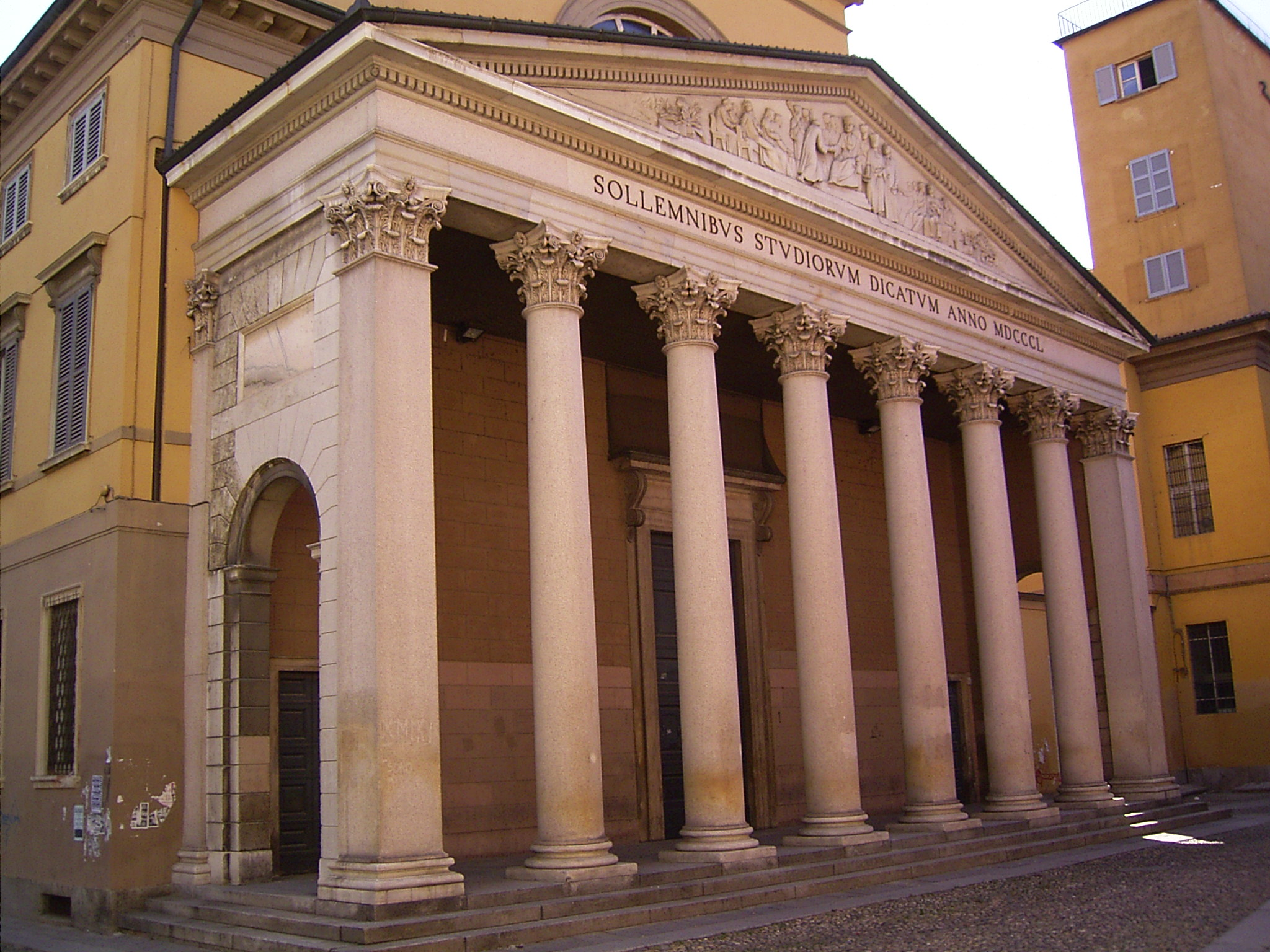
Aula Magna på universitetet i Pavia

Han undervisade ibland vid universitetet i Pavia där han blev chef för kemiundervisning 1796 och år 1813 dess rektor.
År 1798 upptäckte Brugnatelli silversaltet knallsyra när han fann att om silver löstes upp i salpetersyra och lösningen tillsattes till etanol, erhölls ett vitt, mycket explosivt pulver. Årtionden senare, 1860 , användes detta silverfulminat av konditorn Tom Smith för att ge "knäpp" till hans nymodighet - smällkarameller. Som personlig vän till Alessandro Volta, följde Brugnatelli följde med honom till Paris 1801 för att presentera uppfinningen av Voltas stapel.
År 1802 utförde Brugnatelli framgångsrikt de första experimenten med förgyllning genom elektroplätering med beläggningen av kolelektroder med en metallfilm, och förfinade 1805 slutligen processen för vilken han använde sin kollega Voltas fem år tidigare uppfinning, voltastapeln, för att underlätta den första elektrodpositionen. Han antog att i den kemiska stapeln fanns det också en transport av atomer och fick experimentella bevis för detta. Han upptäckte kolkatodernas egenskaper som elektriska ledare och lyckades täcka dem med ett metallskikt. Han insåg de möjliga tillämpningarna inom industrin och delade proceduren med en pavesisk guldsmed, som använde den.
Brugnatellis uppfinningar undertrycktes av den franska vetenskapsakademin och användes inte allmänt inom industrin under de följande trettio åren. År 1839 hade forskare i Storbritannien och Ryssland självständigt utarbetat metalldepositionsprocesser liknande Brugnatellis för plätering av kopparelektroder av tryckpressplattor.
Han var först med att anta och göra känt i Italien de nya teorierna och den nya nomenklaturen som introducerades inom kemin av Antoine Lavoisier. Han försökte införa nya begrepp och ny terminologi, men även om hans innovationer fick visst erkännande även utomlands accepterades de slutligen inte.
År 1818, året för hans död, var Brugnatelli den första som förberedde föreningen alloxan, upptäckt av Justus von Liebig och Friedrich Wöhler.
Brugnatelli var redaktionell entreprenör och spelade en mycket viktig roll för att stimulera vetenskapliga publikationer i Italien och hjälpte till att sprida avancerade kunskaper om kemi, fysik och naturvetenskap.

## Bibliografi (urval)

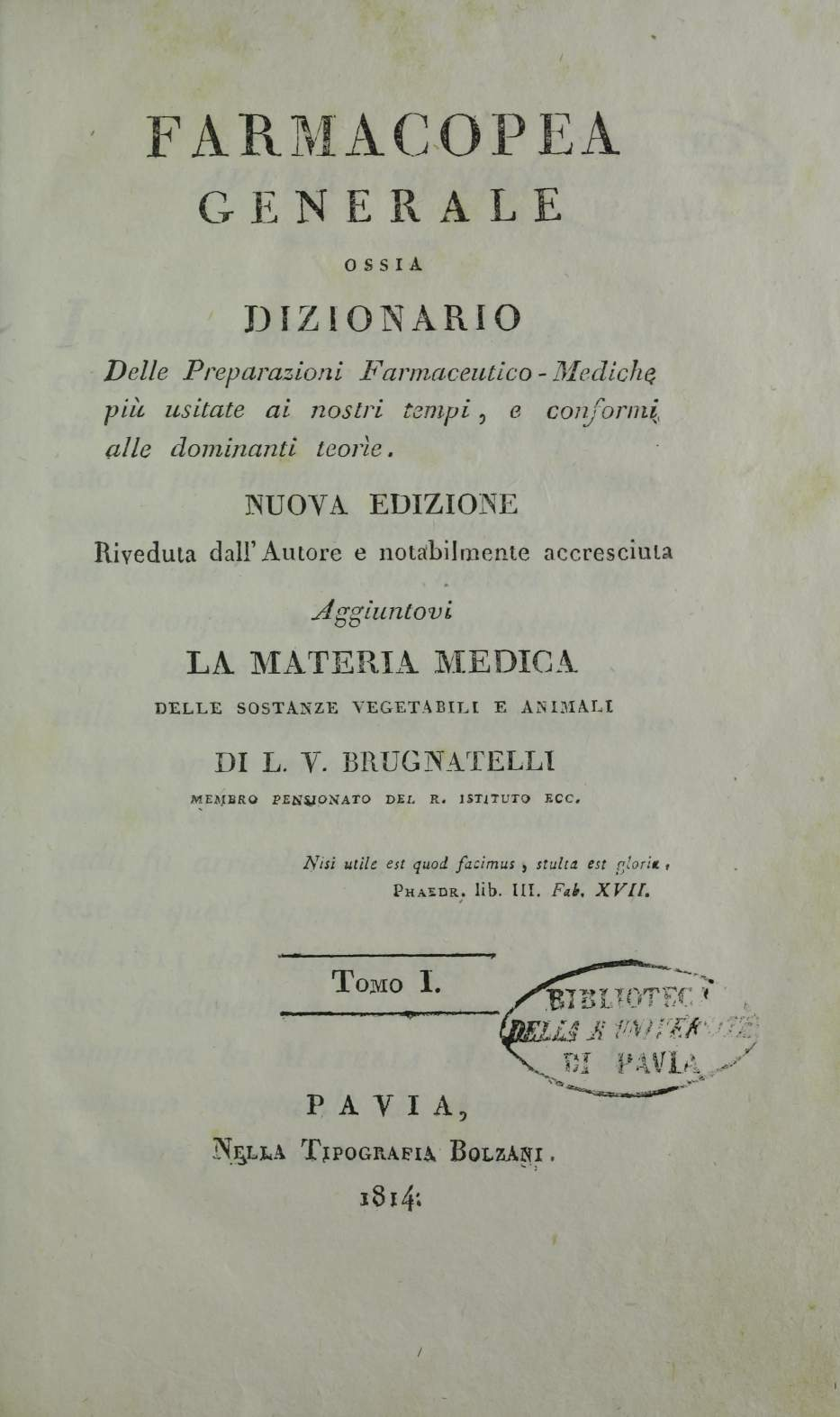
Farmacopea generale, 1814